# Baihetan
Baihetan (kinesiska: 白鹤滩镇, 白鹤滩) är en köping i Kina. Den ligger i provinsen Sichuan, i den sydvästra delen av landet, omkring 400 kilometer söder om provinshuvudstaden Chengdu. Antalet invånare är 7 080. Befolkningen består av 3 467 kvinnor och 3 613 män. Barn under 15 år utgör 21,0 %, vuxna 15-64 år 69 %, och äldre över 65 år 9,0 %.
Genomsnittlig årsnederbörd är 1 211 millimeter. Den regnigaste månaden är juli, med i genomsnitt 275 mm nederbörd, och den torraste är januari, med 5 mm nederbörd.